# صيفرية ساكنة أكيا
صيفرية ساكنة أكيا (الاسم العلمي: Flavobacterium akiainvivens) هي نوع من البكتيريا، سلبية الغرام، تتبع جنس صيفرية.